# Dietrich von Schlechtendal

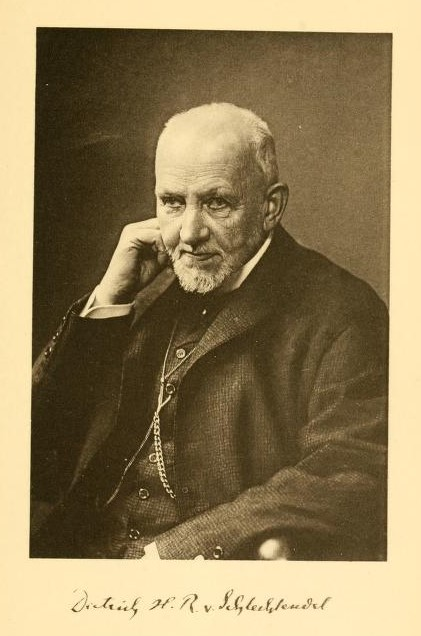
Dietrich Hermann Reinhard von Schlechtendal

Dietrich Hermann Reinhard von Schlechtendal (auch Diederich Hermann Reinhard von Schlechtendal, * 20. Oktober 1834 in Halle (Saale); † 5. Juli 1916 ebenda) war ein deutscher Botaniker, Entomologe und Paläontologe. Sein offizielles botanisches Autorenkürzel lautet „D.H.R.Schltdl“.

## Leben
Dietrich von Schlechtendal war der jüngste Sohn des Botanikers Diederich Franz Leonhard von Schlechtendal und dessen Ehefrau Ida Amalie Henriette, geborene Klug, der Tochter des Berliner Mediziners und Entomologen Johann Christoph Friedrich Klug. Eugen von Schlechtendal war sein Bruder.
Nach dem Besuch verschiedener Schulen  verließ Dietrich von Schlechtendal das Pädagogium der Franckeschen Stiftungen noch vor dem Abitur und durchlief eine Ausbildung zum Berg- und Hüttenmann. 1869 ließ er sich in Zwickau als verpflichteter Feldmesser und Markscheider nieder, musste sich jedoch bereits im Jahr 1881 aus gesundheitlichen Gründen nach Halle ins Privatleben zurückziehen. Dietrich von Schlechtendal, der sich in seinem Leben durchgängig mit botanischen und entomologischen Fragestellungen beschäftigte, wurde am 16. November 1881 vom Verein für Naturkunde zu Zwickau zum Ehrenmitglied ernannt. 1881 wurde er Mitglied des Naturwissenschaftlichen Vereins für Sachsen und Thüringen, in dessen Zeitschrift für Naturwissenschaften er in der Folge zahlreiche seiner naturwissenschaftlichen Arbeiten veröffentlichte. 1884 wurde er auf Vorschlag von Gregor Kraus zum Ehrendoktor der Philosophischen Fakultät der Universität Halle ernannt. Von 1885 bis 1913 wirkte er als 2. Assistent am Geologisch-Mineralogischen Institut in Halle und darüber hinaus ab 1906 nach dem Tod von Karl von Fritsch bei Johannes Walther auch als Bibliothekar. Dietrich von Schlechtendal wurde mit Eintritt in den Ruhestand am 1. Oktober 1913 zum Professor ernannt.
Als Botaniker und Entomologe verfasste er richtungsweisende Arbeiten zur Kenntnis der Gallwespen und beschrieb eine Reihe neuer Arten von Gallerzeugern, wie zum Beispiel die an Hunds-Rosen auftretende Diplolepis mayri (Schlechtendal, 1877).
Als Paläontologe bearbeitete er u. a. Fossilien des heute als Fossillagerstätte Rott bezeichneten Fossilvorkommens aus dem Späten Oligozän, die durch Übernahme der Sammlung von Hans Pohlig an das Geologisch-Mineralogische Institut in Halle gekommen waren. Weiterhin stellte ihm Fritz Frech sein Material zur Verfügung, das er während seiner Bonner Zeit in Rott gesammelt hatte.
Aus dem Material der Fossilfundstelle Rott gelang Dietrich von Schlechtendal die Erstbeschreibung der Fransenflügler Hemithrips frechi (Schlechtendal, 1887) und Phloeothrips pohligi Schlechtendal, 1887.
Am 16. September 1896 wurde er als Diederich Herrman Reinhart von Schlechtendal mit der Matrikel-Nr. 3091 als Mitglied in die Kaiserliche Leopoldinisch-Carolinische Deutsche Akademie der Naturforscher aufgenommen.
Dietrich von Schlechtendal wurde im Gründungsjahr 1907 Mitglied und später das erste Ehrenmitglied der Entomologischen Gesellschaft zu Halle a.S.
Ihm zu Ehren wurde durch den Kaufmann und Entomologen Jules Lichtenstein (1818–1886) aus Montpellier die Gattung Schlechtendalia Lichtenstein, 1883, aus der Familie der Röhrenblattläuse benannt. Der österreichische Zoologe Alfred Nalepa (1856–1929) ehrte ihn mit der Benennung der Apfelrostmilbe Phyllocoptes schlechtendali Nalepa, 1890, die heute Aculus schlechtendali (Nalepa, 1890) zugeordnet wird.

## Schriften (Auswahl)
- mit Otto Wünsche: Die Insekten. Eine Anleitung zur Kenntniss derselben. Teubner, Leipzig 1879 (Digitalisat)
- Die Gliederfüssler mit Ausschluss der Insekten. Eine Anleitung zur Kenntnis derselben. Teubner, Leipzig 1881  (Digitalisat)
- Physopoden aus dem Braunkohlengebirge von Rott im Siebengebirge. In: Zeitschrift für Naturwissenschaften, 60, Halle 1887, S. 551–592 (Digitalisat)
- Bemerkungen und Beiträge zu den Braunkohlenfloren von Rott am Siebengebirge und Schossnitz in Schlesien. In: Zeitschrift für Naturwissenschaften, 62, Halle 1889, S. 383–394 (Digitalisat)
- Die Gallbildungen (Zoocecidien) der deutschen Gefässpflanzen. Eine Anleitung zur Bestimmung derselben. Zückler, Zwickau 1891 (Digitalisat)
- Ueber das Vorkommen fossiler „Rückenschwimmer“ (Notonecten) im Braunkohlengebirge von Rott.  In: Zeitschrift für Naturwissenschaften, 65, Halle 1892, S. 141–143 (Digitalisat)
- Beiträge zur Kenntnis fossiler Insekten aus dem Braunkohlengebirge von Rott am Siebengebirge. In: Abhandlungen der Naturforschenden Gesellschaft zu Halle, XX, 1894, S. 197–228, Tafel 12–14
- Eine fossile Naucoris-Art von Rott.  In: Zeitschrift für Naturwissenschaften, 71, Halle 1899, S. 417–424 (Digitalisat)
- Untersuchung über die karbonischen Insekten und Spinnen von Wettin unter Berücksichtigung verwandter Faunen. Erster Teil: Revision der Originale von Germar, Giebel und Goldenberg. Nova Acta. Abhandlungen der Kaiserlichen Leopoldinisch-Carolinischen Deutschen Akademie der Naturforscher, 98, Halle 1912 (Digitalisat)
- Eriophyidocecidien, die durch Gallmilben verursachten Pflanzengallen. Zoologica, 24, 1916, S. 295–498